# Ficologia
La ficologia (del grec phykos, 'alga'; i λογία, 'estudi') és l'estudi científic de les algues. Sovint es considera una subdisciplina de la botànica.
Les algues són importants plantes com a productors primaris en ecosistemes aquàtics. Moltes algues són organismes eucariots i fotosintètics que viuen en ambients humits. Es distingeixen de les plantes superiors per no tenir arrels, tiges o fulles. Moltes espècies són unicel·lulars (incloent-hi el fitoplàncton); moltes altres en són pluricel·lulars en un grau o en un altre; algunes d'elles creixen fins a tenir una gran mida com el kelp i els Sargassum.
La ficologia inclou l'estudi de formes procariotes com són les algues cianobacteris. En gran nombre les algues viuen en simbiosi amb els líquens.

## Ficòlegs de prestigi
- Elsie M. Burrows (Dr.) (1913–1986)
- Blackler, Margaret Constance Helen (1902–1981)
- Elsie Conway (de soltera) Phillips) (1902–1992)
- de Váléra, Máirin (1912–1984)
- Dixon, Peter Stanley (1929–1993)
- Eifion Jones, Willian (1925–2004)
- Irvine, David Edward Guthrie (1924–1995)
- Manton, Irene. (1904–1988)
- Newton, Lilly (née Batten) (1893–1981)
- Papenfuss, George Frederik (1903–1981)
- Parke, Mary (1908– 1989)
- Taylor, William Randolph. (1895–1990)